# Раздобудько, Николай Николаевич
Николай Николаевич Раздобудько (укр. Микола Миколайович Роздобудько; 4 февраля 1969, Запорожье, Украинская ССР, СССР) — советский и украинский футболист, нападающий. Позже — тренер. В настоящее время работает директором футбольного центра клуба «Иртыш».

## Карьера футболиста
Воспитанник запорожского «Металлурга», где обучался у тренеров Валентина Гришина и Бориса Зозули. С 1987 года по 1988 год служил в Южной группе войск. Начал карьеру футболиста в 1989 году в запорожском «Металлурге». В составе команды провёл по одной игре в Первой лиге СССР и Кубке СССР, где забил гол в ворота одесского «Черноморца» (1:1).
Следующим его клубом стала винницкая «Нива». Николай стал игроком основного состава и провёл во Второй лиге более семидесяти матчей. Раздобудько забивал голы в международных товарищеских матчах «Нивы», являясь по этому показателю рекордсменом клуба по забитым голам в товарищеских международных играх — 14 мячей. Является автором 150-го гола «Нивы» в международных матчах и 1700-й гола в чемпионатах СССР. В составе «Нивы» также провёл три игры в первом чемпионате независимой Украины. После чего перешёл в житомирский «Химик» из Первой лиги. Отыграв в составе команды 15 матчей и забив 4 гола, покинул её.
Затем выступал за ряд любительских клубов — винницкий «Интеграл» (в составе которой провёл одну игру в Кубке Украины), котовскую «Бирзулу» и кирнасовское «Подолье».

## Тренерская карьера
По окончании карьеры футболиста стал работать детским тренером в запорожском «Металлурге». Работал с детьми 1986 года рождения, вместе с которыми занимал четвёртое место детско-юношеской футбольной лиге Украины в сезоне 2001/02 и в 2002 году побеждал на Спартакиаде по мини-футболу среди школьников. В этом выпуске среди его воспитанников были Владимир Аржанов, Игорь Дудник, Владимир Жук и Антон Гай. С ребятами 1994 года рождения завоёвывал серебро ДЮФЛ сезона 2007/08. В этом выпуске он воспитал футболистов Андрея Близниченко, Олега Данченко и Дмитрия Иванисеня.
Затем работал в российских командах «Нижний Новгород» (старшим тренером дубля) и «Краснодар» (главным тренером дубля и тренером футболистов 1994 года рождения). В августе был назначен главным тренером второй команды «Феникса-Ильичёвца» из крымского Калинино, однако проработал там месяц. Следующим его клубом стал белорусский «Днепр» из Могилёва, где он работал с молодёжной командой.
В мае 2011 года возглавил хмельницкое «Динамо», которое выступало во Второй лиге Украины. Решающую роль в переезде сыграли дружеские отношения с директором клуба Валерием Кроханом. Его помощником стал Евгений Булгаков, вместе с которым он работал в «Металлурге» и «Фениксе-Ильичёвце». Раздобудько привёл в команду группу молодых игроков из запорожского «Металлурга». В середине августа он был отправлен отставку. В конце сентября он вновь был назначен тренером «Динамо». Спустя две недели, после матча с «Прикарпатьем» (поражение 2:6), вновь покинул команду.
В 2011 году работал спортивным директором академии одесского «Черноморца». В начале марта 2012 года назначен техническим директором Федерации футбола Казахстана, спустя два месяца стал директором футбольного центра павлодарского «Иртыша».

## Статистика
| Сезон   | Клуб                  | Лига                        | Чемпионат | Чемпионат | Кубок | Кубок |
| Сезон   | Клуб                  | Лига                        | Игры      | Голы      | Игры  | Голы  |
| ------- | --------------------- | --------------------------- | --------- | --------- | ----- | ----- |
| 1989    | Металлург (Запорожье) | Первая лига                 | 1         | 0         | 1     | 1     |
| 1990    | Нива (Винница)        | Вторая лига                 | 39        | 8         |       |       |
| 1991    | Нива (Винница)        | Вторая лига                 | 32        | 4         |       |       |
| 1992    | Нива (Винница)        | Высшая лига                 | 3         | 0         |       |       |
| 1992    | Химик (Житомир)       | Первая лига                 | 15        | 4         |       |       |
| 1993/94 | Интеграл              | Чемпионат Винницкой области |           |           | 1     | 1     |

Источники:
- Статистика — Профиль на сайте FootballFacts.ru